# Heligmonevra modesta
Heligmonevra modesta är en tvåvingeart som beskrevs av Jacques-Marie-Frangile Bigot 1858. Heligmonevra modesta ingår i släktet Heligmonevra och familjen rovflugor. Inga underarter finns listade i Catalogue of Life.